# Ohm
Størrelsen af den elektriske modstand i en given elektrisk leder måles i den afledte SI-enhed ohm (symbol Ω) svarende til volt divideret med ampere. Den elektriske modstand måles ved jævnstrøm.
Enheden ohm er opkaldt efter fysikeren Georg Simon Ohm.
Andre størrelser som måles i ohm:
- Impedans (symbol: Z)
- Reaktans (symbol: X, deles op i:)
  - Induktiv reaktans (symbol XL)
  - Kapacitiv reaktans (symbol XC)

Den elektriske modstand i ohm er pr. definition det inverse af den elektriske ledningsevne i siemens.